# Gerhard Roewer
Gerhard Karl Herbert Roewer (* 14. Dezember 1939 in Neustrelitz; † 28. April 2019 in Freiberg) war ein deutscher Chemiker und Hochschullehrer.

## Leben
Gerhard Roewer legte 1958 in Neustrelitz das Abitur ab. Danach studierte er Chemie an der Technischen Hochschule Leuna-Merseburg, 1963 erwarb er das Diplom. Er blieb an seiner Hochschule, promovierte 1968 zum Dr. rer. nat. und absolvierte 1980 die Promotion B.
Von 1980 bis 1983 arbeitete er als wissenschaftlicher Mitarbeiter in der Filmfabrik Wolfen, in Leuna-Merseburg wirkte er ab 1981 als Dozent. 1988 wurde er zum Professor für Anorganische Chemie an die Bergakademie Freiberg berufen. Von 1990 bis 1996 war er Prodekan und von 1997 bis 2000 Dekan der Fakultät für Chemie und Physik, im Jahr 2005 wurde er emeritiert.
Gerhard Roewer war Mitglied der Chemischen Gesellschaft der DDR und der Gesellschaft Deutscher Chemiker. Er wirkte im Vorstand des Vereins „Freunde und Förderer der Technischen Universität Bergakademie Freiberg e.V.“ und war seit 2006 Redaktionsleiter der Zeitschrift Acamonta.

## Ehrungen
- Wissenschaftspreis der TH Leuna-Merseburg (1968 und 1977)
- Ehrenmedaille Sankt Barbara des Vereins „Freunde und Förderer der Technischen Universität Bergakademie Freiberg e.V.“ (2009)
- Universitätsmedaille der TU Bergakademie Freiberg (2011)[1]
- Ehrenbergkittel der TU Bergakademie Freiberg[2]
- Ehrenkolloquium anlässlich seines 75. Geburtstages am 21. Januar 2015

## Veröffentlichungen (Auswahl)
- EMK-Messungen in Mischungen mit geschmolzenen Erdalkalimetallchloriden : Zellen mit Überführung. Dissertation, Merseburg, 1968
- Photoreduktion von Kupfer(II)-, Eisen(III)- und Cobalt(III)-Komplexen. Dissertation B, Merseburg, 1980
- R. Richter, G. Roewer, U. Böhme, K. Busch, F. Babonneau, H. P. Martin, E. Müller: Organosilicon Polymers - Synthesis, Architecture, Reactivity and Applications; Appl. Organomet. Chem. 11 (1997) 71.
- W. Palitzsch, U. Böhme, G. Roewer: [Li(dime)2][W(CO)5I] as novel synthon for the preparation of silyl, amino and organyl derivatives of pentacarbonyl tungsten (dime = diethylene glycol dimethyl ether); Chem. Commun. (1997) 803.
- F. Mucha, U. Böhme, G. Roewer: Preparation, first X-ray structure analysis and reactivity of hexacoordinate silicon compounds with a tetradentate azomethine ligand; Chem. Commun. (1998) 1289.
- W. Palitzsch, U. Böhme, C. Beyer, G. Roewer: First Crystal Structure of a Cyclohexasilyl Transition Metal Derivative - [(DIME)2Li][Mo(CO)5Si6Me11] (DIME = Diethylene Glycol Dimethyl Ether); Organomet. 17 (1998) 2965.
- F. Mucha, J. Haberecht, U. Böhme, G. Roewer: Hexacoordinate Silicon-Azomethine-Complexes: Synthesis, Characterization and Properties; Monatsh. f. Chem. 130 (1999) 117.
- W. Palitzsch, C. Beyer, U. Böhme, B. Rittmeister, G. Roewer: Preparation, Characterization and Properties of Various Novel Ionic Derivatives of Pentacarbonyl Tungsten; Eur. J. Inorg. Chem. (1999) 1813.
- J. Wagler, U. Böhme, G. Roewer: Silicium-Enamin-Komplexe mit fünffach koordiniertem Siliciumatom; Angew. Chem. 114 (2002) 1825.
- C. Beyer, U. Böhme, C. Pietzsch, G. Roewer: Preparation, characterization and properties of dipolar 1,2-N,N-dimethylaminomethylferrocenylsilanes; J. Organomet. Chem. 654 (2002) 187.
- F. Hoffmann, J. Wagler, U. Böhme, G. Roewer: Transition metal compounds containing alkynylsilyl groups - complexes with a metal-silicon bond, J. Organomet. Chem. 705 (2012), 59-69.
- K. Kraushaar, C. Wiltzsch, J. Wagler, U. Böhme, A. Schwarzer, G. Roewer, E. Kroke: From CO2 to Polysiloxanes: Di(carbamoyloxy)silanes Me2Si[(OCO)NRR′]2 as Precursors for PDMS, Organometallics 31 (2012) 4779–4785.
- G. Roewer: Konsequenzen der modernen Germaniumchemie, in Strategische Rohstoffe — Risikovorsorge, Herausgeber: P. Kausch, M. Bertau, J. Gutzmer, J. Matschullat, Springer-Verlag, Berlin Heidelberg 2014, Seiten 233-259, ISBN 978-3-642-39703-5.